# نوكسفيل (تينيسي)
نوكسفيل هي مدينة أمريكية في الولاية الأمريكية تينيسي، يبلغ عدد سكانها 178.118. وبذلك فهي ثالث أكبر مدينة في تينيسي. كما أنها مقر جامعة تينيسي. تغطي المدينة مساحة 254.1 كيلومتر مربع، وتعتبر مركزا تجاريا وتعليميا وصناعيا في ولاية تينيسي.

## تاريخ
تأسست المدينة عام 1791.

## توأمة
لنوكسفيل (تينيسي) اتفاقيات توأمة مع كل من:
- تشيلم (7 أبريل 1998 - )
- تشنغدو
- كاوهسيونغ
- لاريسا
- موروان
- نيوكوين
- يسان

## أعلام
- ويليام بلونت
- بات ساميت
- بولي بيرغن
- ديفيد فاراغوت
- جيك توماس
- براد رينفرو
- صموئيل جونز
- جونى نوكسفيل
- ويستون فولتون
- إيدا كوكس
- هاركورت مورغان
- جون تيت